# Marquesado de Aytona
El marquesado de Aytona (o Aitona) es un título nobiliario español creado el 1 de octubre de 1581 por el rey Felipe II a favor de Francisco de Moncada y Cardona, II conde de Aytona, por elevación de este condado a marquesado.
Anteriormente, en  1523 el rey Carlos I había creado el condado de Aytona para Juan de Moncada (m. 1536), XI señor de la baronía de Aytona, III conde de Marmilla y Camarata en Sicilia, barón de Serós, de Mequinenza, de Sosés, y de Chiva, gran senescal, virrey de Cataluña, Virrey y capitán general de Sicilia. Hijo de Gastón de Moncada y de Mariángela de Tolsa, se había casado en primeras nupcias con Giovanna La Grua Talamanca y en segundas con Ana de Cardona, hija de Ferrán Folch de Cardona. El hijo de su segundo matrimonio fue el II conde y el I marqués de Aytona.
El 21 de julio de 1670 le fue concedida la G.E. por el rey Carlos III a favor de Miguel Francisco de Moncada y Silva, V marqués de Aytona.
Su denominación hace referencia a la localidad de Aitona, en la comarca del Segriá, provincia de Lérida.

## Marqueses de Aytona
|                        | Titular                                                               | Periodo                |
| Creación por Felipe II | Creación por Felipe II                                                | Creación por Felipe II |
| ---------------------- | --------------------------------------------------------------------- | ---------------------- |
| I                      | Francisco de Moncada y Cardona                                        | 1581-1594              |
| II                     | Gastón de Moncada y Gralla                                            | 1594-1626              |
| III                    | Francisco de Moncada y Moncada                                        | 1626-1635              |
| IV                     | Guillén Ramón de Montcada y Castro                                    | 1635-1670              |
| V                      | Miguel Francisco de Moncada y Silva                                   | 1670-1674              |
| VI                     | Guillén Ramón de Moncada y Portocarrero                               | 1674-1727              |
| VII                    | María Teresa de Moncada y Benavides                                   | 1727-1756              |
| VIII                   | Pedro de Alcántara Fernández de Córdoba Figueroa y de la Cerda        | 1727-1789              |
| IX                     | Luis María Fernández de Córdoba Figueroa y Gonzaga                    | 1789-1806              |
| X                      | Luis Joaquín Fernández de Córdoba Figueroa de la Cerda y Benavides    | 1806-1840              |
| XI                     | Luis Antonio Fernández de Córdoba de la Cerda y Ponce de León         | 1840-1873              |
| XII                    | Luis María de Constantinopla Fernández de Córdoba y Pérez de Barradas | 1873-1879              |
| XIII                   | Luis Jesús Fernández de Córdoba y Salabert                            | 1881-1956              |
| XIV                    | María Victoria Fernández de Córdoba y Fernández de Henestrosa         | 1959-2013              |
| XV                     | Victoria Elisabeth von Hohenlohe-Langenburg                           | desde 2018             |

## Historia de los marqueses de Aytona

Escudo de Aitona, provincia de Lérida

- Francisco de Moncada y Cardona (Mequinenza, 9 de octubre de 1532-Valencia, 12 de noviembre de 1594), I marqués de Aytona, II (y último) conde de Aytona,[2] conde de Osona, vizconde de Cabrera, de Bas, de Villamur, IV conde de Marmilla en Sicilia,[a] lugarteniente general de Cataluña (1580-1581) y virrey y capitán general de Valencia (1581 y 1594).[5][2]

Se casó el 6 de febrero de 1552 con Lucrecia Gralla (m. 21 de enero de 1605), hija de Francesc Gralla i Desplá y de Guiomar de Hostalrich. Le sucedió su hijo:
- Gastón de Moncada y Gralla (m. 24 de enero de 1626), II marqués de Aytona,[2] X conde de Osona, vizconde de Cabrera, vizconde de Villamur, V conde de Marmilla, en Sicilia. Fue embajador en Roma, gobernador de los Países Bajos, miembro del Consejo de Estado y Guerra, virrey de Cerdeña y de Aragón.[2]

Contrajo matrimonio el 1 de abril de 1583 con Catalina de Moncada (m. 1617/1623), baronesa de Vilamerchán.  Le sucedió su hijo:
- Francisco de Moncada y Moncada (1586-17 de agosto de 1635), III marqués de Aytona,[2]  XI conde de Osona, vizconde de Cabrera, vizconde de Villamur, VI conde de Marmilla en Sicilia, embajador en Alemania, gobernador de Milán y de los Países Bajos y miembro del Consejo de Estado y Guerra.[2]

Contrajo dos matrimonios, el primero en 1613 con Margarita de Castro, baronesa de Aljafarín, y II marquesa de la Puebla de Castro. En segundas nupcias se casó el 15 de agosto de 1630 con Magdalena Mencía de Guzmán, de la casa de Villaverde.  Le sucedió su hijo del primer matrimonio:
- Guillén Ramón de Moncada y Castro (1618-17 de marzo de 1670), IV marqués de Aytona,[2]  XII conde de Osona, III marqués de la Puebla de Castro, vizconde de Cabrera, vizconde de Villamur, VII conde de Marmilla en Sicilia. Fue mayordomo mayor de la reina, capitán general de Galicia y gobernador de la monarquía.[2]

Se casó el 13 de enero de 1644 con Ana de Silva y Portugal (m. 11 de julio de 1680). Le sucedió su hijo:
- Miguel Francisco de Moncada y Silva (1652-8 de agosto de 1674), V marqués de Aytona,[2]  XIII conde de Osona, IV marqués de la Puebla de Castro, vizconde de Cabrera, vizconde de Villamur, VIII conde de Marmilla en Sicilia.

Se casó el 4 de abril de 1671 con Luisa Feliciana Portocarrero y Meneses, V duquesa de Camiña,  XI marquesa de Villarreal, X condesa de Medellín, X condesa de Alcoutim. Le sucedió su hijo:
- Guillén Ramón de Moncada y Portocarrero (1672-5 de febrero de 1727), VI marqués de Aytona,[2]  VI duque de Camiña, XI marqués de Villarreal, XI conde de Medellín, X conde de Alcoutim, XIV conde de Osona, V marqués de la Puebla de Castro, IX conde de Marmilla en Sicilia.

Contrajo un primer matrimonio el 25 de septiembre de 1688 con Ana María de Benavides y Aragón (m. 14 de junio de 1720). Se casó en segundas nupcias el 2 de agosto de 1724 con Rosa María de Castro y Portugal, XII condesa de Lemos, IX marquesa de Sarriá, marquesa de La Guardia, XI condesa de Villalba, X condesa de Andrade, Camarera mayor de palacio. Le sucedió, de su primer matrimonio, su hija:
- María Teresa de Moncada y Benavides (1707-14 de mayo de 1756), VII marquesa de Aytona,[2]  duquesa de Camiña, XII marquesa de Villarreal, VI marquesa de la Puebla de Castro, XV condesa de Osona, XII condesa de Medellín, XI condesa de Alcoutim.

Se casó el 19 de noviembre de 1722 con Luis Antonio Fernández de Córdoba y Spínola, XI duque de Medinaceli, X duque de Feria, IX duque de Alcalá de los Gazules XI duque de Segorbe, XII duque de Cardona etc. Le sucedió su hijo:
- Pedro de Alcántara Fernández de Córdoba Figueroa de la cerda y Montcada (1730-24 de noviembre de 1789), VIII marqués de Aytona, XII duque de Medinaceli etc.[2]

Se casó en primeras nupcias con María Francesca Gonzaga y en segundas con María Petronila de Alcántara Pimentel Cernesio y Guzmán, VII marquesa de Malpica. Le sucedió, de su primer matrimonio, su hijo:
- Luis María Fernández de Córdoba Figueroa y Gonzaga (1749-12 de noviembre de 1806), IX marqués de Aytona, XIII duque de Medinaceli etc.[2]

Se casó con María de la Concepción Ponce de León y Carvajal. Le sucedió su hijo:
- Luis Joaquín Fernández de Córdoba y Benavides (1780-7 de julio de 1840), X marqués de Aytona, XIV duque de Medinaceli, etc.[2]

Se casó con María de la Concepción Ponce de León y Carvajal. Le sucedió su hijo:
- Luis Tomás Fernández de Córdoba de la Cerda y Ponce de León (1813-6 de enero de 1873), XI marqués de Aytona, XV duque de Medinaceli, etc.[2]

Contrajo matrimonio con Ángela Pérez de Barradas y Bernúy, I duquesa de Denia y Tarifa. Le sucedió su hijo:
- Luis María de Constantinopla Fernández de Córdoba y Pérez de Barradas (1851-14 de mayo de 1879 ), XII marqués de Aytona, XVI duque de Medinaceli, etc.[2]

Se casó con María Luisa Fitz-James Stuart y Portocarrero, IX duquesa de Montoro, y en segundas nupcias con Casilda de Salabert y de Arteaga, XI duquesa de Ciudad Real. Le sucedió, de su segundo matrimonio, su hijo:
- Luis Jesús Fernández de Córdoba y Salabert (1881-13 de julio de 1956), XIII marqués de Aytona, XVII duque de Medinaceli, etc.[2]

Contrajo dos matrimonios, el primero con Ana Fernández de Henestrosa y Gayoso de los Cobos y el segundo con Concepción Rey y Pablo-Blanco. Le sucedió, de su primer matrimonio, su hija:
- Victoria Eugenia Fernández de Córdoba y Fernández de Henestrosa (1917-Sevilla, 18 de agosto de 2013),[6] XIV marquesa de Aytona, XVIII duquesa de Medinaceli, etc.[2]

Se casó con Rafael Medina y Villalonga, duque de Alcalá de los Gazules. Le sucedió su nieta, hija de Ana de Medina y Fernández de Córdoba, que premurió a su madre, y su primer esposo, el príncipe Maximiliano von Hohenlohe-Langenburg:
- Victoria Elisabeth von Hohenlohe-Langenburg (n. 1997), XV marquesa de Aytona, XX duquesa de Medinaceli, etc.[7]